# Municipio de Hope (Nueva Jersey)
El municipio de Hope (en inglés: Hope Township) es un municipio ubicado en el condado de Warren en el estado estadounidense de Nueva Jersey. En el año 2000 tenía una población de 1,891 habitantes y una densidad poblacional de 39 personas por km².

## Geografía
El municipio de Hope se encuentra ubicado en las coordenadas 40°54′55″N 74°58′12″O / 40.91528, -74.97000.

## Demografía
Según la Oficina del Censo en 2000 los ingresos medios por hogar en el municipio eran de $61,319 y los ingresos medios por familia eran $68,750. Los hombres tenían unos ingresos medios de $48,750 frente a los $34,038 para las mujeres. La renta per cápita para la localidad era de $27,902. Alrededor del 1.9% de la población estaba por debajo del umbral de pobreza.